# 혈액 검사의 참고 기준치
혈액 검사의 참고 기준치(영어: reference ranges for blood tests)는 보건 전문가가 혈액 샘플을 통한 의학적 검사 결과를 설명할 때 사용하는 참고 기준치이다. 혈액 검사의 참고 기준치는 체액의 분석에 관심이 있는 병리학 관련 임상화학(임상생화학, 화학적 병리학, 순혈액화학으로도 알려져 있음) 분야에서 연구되고 있다.

## 같이 보기
- 혈액
- 기준치